# Радиосинтез
Радиосинтез — это теоретический захват и метаболизм живыми организмами энергии ионизирующего излучения по аналогии с фотосинтезом. Подобно фотосинтезу, в котором используется энергия видимого света, вырабатывается химическая энергия. Однако, доказательства радиосинтеза ещё не предоставлены.

## История
Впервые этот процесс был описан теоретически в 1956 году в публикации советского микробиолога Сергея Ивановича Кузнецова (1900—1987). После аварии на Чернобыльской АЭС в 1986 году на стенах реакторного зала и в окружающей почве было обнаружено более 200 видов грибов, содержащих пигмент меланин. Меланины — пигменты, способные поглощать ионизирующее излучение. Дальнейшие испытания на одном виде показали, что они чаще растут в зависимости от облучения, то есть что они являются радиотрофными грибами. Также можно было показать важность меланина для радиотрофного эффекта.
Такие «меланизированные» грибы также были обнаружены в бедных питательными веществами высокогорных районах, подверженных высоким уровням ультрафиолетового излучения. После российских результатов, американская команда в колледже Альберта Эйнштейна медицины из университета Ешива в Нью-Йорке начала экспериментировать с радиационным воздействием меланина и меланизированныx грибов. Они обнаружили, что ионизирующее излучение увеличивает способность меланина поддерживать важную метаболическую реакцию, и что грибы Cryptococcus neoformans росли в три раза быстрее, чем обычно. Микробиолог Екатерина Дадачева предположила, что такие грибы могут служить пищей и источником радиационной защиты для межпланетных космонавтов, которые будут подвергаться воздействию космических лучей. В 2014 году американская исследовательская группа получила патент на метод усиления роста микроорганизмов за счёт увеличения содержания меланина. Изобретатели этого процесса утверждали, что их грибы применяют радиосинтез, и выдвинули гипотезу, что радиосинтез, возможно, сыграл роль в ранней жизни на Земле, позволив меланизированным грибам действовать как автотрофы. С октября 2018 года по март 2019 года НАСА провело эксперимент на борту Международной космической станции по изучению радиотрофных грибов как потенциального радиационного барьера для вредного излучения в космосе. Радиотрофные грибы также имеют множество возможных применений на Земле, потенциально включая метод утилизации ядерных отходов или использование в качестве высокогорного биотоплива или источника питания.

## Значение теории
Способность меланизированных грибов использовать электромагнитное излучение для физиологических процессов имеет огромное значение для изучения потоков биологической энергии в биосфере и для экзобиологии, поскольку она обеспечивает новые механизмы выживания во внеземных условиях.

## Трансдукция энергии
У грибов, таких как Cryptococcus neoformans, которые вызывают серьёзные инфекции у пациентов со СПИДом, на мембранах есть слои меланина. Меланин богат радикалами — молекулярными участками с высокореактивными неспаренными электронами — которые могут помочь отражать атаки иммунной системы любого организма, который гриб пытается заразить.
Меланизированные грибы мигрируют к радиоактивным источникам, которые, по-видимому, усиливают их рост. Охлаждающая вода в некоторых работающих ядерных реакторах становится чёрной из-за колоний богатых меланином грибов. Это явление, в сочетании с известной способностью меланина поглощать широкий спектр электромагнитного излучения и преобразовывать это излучение в другие формы энергии, повышает вероятность того, что меланин также участвует в сборе такой энергии для биологического использования.
Радиотрофные грибы используют пигмент меланин для преобразования гамма-излучения в химическую энергию для роста. Этот предложенный механизм может быть похож на анаболические пути синтеза восстановленного органического углерода (например, углеводов) в фототрофных организмах, которые преобразуют фотоны из видимого света с помощью пигментов, таких как хлорофилл , энергия которого затем используется при фотолизе воды для образования полезной химической энергии (как АТФ) при фотофосфорилировании или фотосинтезе. Однако неизвестно, используют ли меланин-содержащие грибы такой же многоступенчатый путь, как фотосинтез, или некоторые пути хемосинтеза.
Эти грибы, по-видимому, используют как изменения в химической структуре меланина, так и явления парамагнетизма, а также характеристики химического состава мелатонина и его пространственное расположение.
В одном эксперименте исследователи обнаружили, что гамма-лучи вызывают четырёхкратное увеличение способности меланина катализировать окислительно-восстановительную реакцию, типичную для клеточного метаболизма.
Они также проверили реакцию меланина на гамма-лучи с помощью электронного спинового резонанса, метода, аналогичного спектроскопии ядерного магнитного резонанса. Гамма-лучи изменили распределение неспаренных электронов в молекуле.
Эти результаты предполагают, что гамма-лучи переводят некоторые электроны меланина в возбуждённое состояние, инициируя пока неизвестный процесс, который в конечном итоге приведёт к образованию химической энергии; это может быть похоже на то, как фотосинтез снабжает растения энергией. Исследователи предполагают, что меланин может собирать энергию не только от гамма-лучей, но и от излучения с более низкой энергией, такого как рентгеновские лучи или ультрафиолетовые лучи. «Я думаю, что это только верхушка айсберга», — говорит микробиолог  Артуро Касадеваль из Медицинского колледжа Альберта Эйнштейна в Нью-Йорке.
В то время как некоторые особенности того, как работает связанная с меланином трансдукция энергии, можно определить, связав различные наблюдения и косвенные данные, конкретные детали пока ещё изучены плохо.